# Svenska mästerskapen i discgolf
Svenska mästerskapen i discgolf (i Sverige även kallat frisbeegolf) är ett samlingsnamn för tre olika återkommande svenska mästerskap i discgolf som arrangeras av Svenska Discgolfförbundet. De tre mästerskapen är individuellt SM, par-SM och lag-SM.
För att delta i SM krävs att spelaren är medlem i en klubb ansluten till Svenska Frisbeesportförbundet och har en licens i denna.

## Svenska mästare genom åren

### Individuellt SM
| År   | Vinnare MPO (vinst nummer) | Vinnare FPO (vinst nummer)    | Bana/Plats                                | PDGA-länk |
| ---- | -------------------------- | ----------------------------- | ----------------------------------------- | --- |
| 1978 | Per Lindström              | Lena Lindberg                 | Stockholm                                 | https://www.frisbeesport.se/svenskafrisbeesportforbundet/Dokumentbank/Frisbeelagan/                                                             |
| 1979 | Peter Jansson              |                               | Göteborg                                  | https://www.frisbeesport.se/svenskafrisbeesportforbundet/Dokumentbank/Frisbeelagan/                                                             |
| 1980 | Peter Jansson (2)          | Agneta Fuglesang              | Halmstad                                  | https://www.frisbeesport.se/svenskafrisbeesportforbundet/Dokumentbank/Frisbeelagan/                                                             |
| 1981 | Tommy Viklund              | Agneta Fuglesang (2)          | Södertälje/Stockholm m                    | |
| 1982 | Jonas Bengtsson            |                               | Örebro                                    | |
| 1983 | Torbjörn Svensson          | Karin Karlsson                | Örebro                                    | |
| 1984 | Torbjörn Svensson          | Karin Karlsson (2)            | Uppsala                                   | https://www.frisbeesport.se/globalassets/svenska-frisbeesportforbundet-forbundetdokumentbankdokument/frisbeelagan/frisbeelagan-1984-7.pdf       |
| 1985 | Pontus Howding             | Barbro Långjuth               | Halmstad                                  | https://www.frisbeesport.se/globalassets/svenska-frisbeesportforbundet-forbundetdokumentbankdokument/frisbeelagan/frisbeelagan-1985-7.pdf       |
| 1986 | Christer Christiansson     | Barbro Långjuth (2)           | Uppsala                                   | https://www.frisbeesport.se/globalassets/svenska-frisbeesportforbundet-forbundetdokumentbankdokument/frisbeelagan/frisbeelagan-1986-3-och-4.pdf |
| 1987 | Fredrik Granåsen           |                               |                                           | |
| 1988 | Stefan Karlsson            | Rhode Östling (Johansson)     |                                           | |
| 1989 | J-O Idman                  |                               | Umeå                                      | |
| 1990 | J-O Idman (2)              | Rhode Östling (Johansson)     | Kalmar                                    | |
| 1991 | Fredrik Granåsen (2)       | Rhode Östling (Johansson) (2) | Falun                                     | |
| 1992 | Fredrik Granåsen (3)       | Henna Lindman                 | Stockholm                                 | |
| 1993 | Fredrik Granåsen (4)       | Rhode Östling (Johansson) (3) | Linköping                                 | |
| 1994 | Anders Swärd               | Ulrika Wikberg                | Malmö                                     | |
| 1995 | Anders Swärd (2)           | Linda Isberg                  | Linköping                                 | |
| 1996 | Tomas Ekström              | Linda Isberg (2)              | Uppsala                                   | |
| 1997 | Tomas Ekström (2)          |                               |                                           | |
| 1998 | Jesper Lundmark            |                               |                                           | |
| 1999 | Jesper Lundmark (2)        |                               |                                           | |
| 2000 | Anders Swärd (3)           |                               |                                           | |
| 2001 | Jesper Lundmark (3)        | Birgitta Lagerholm            |                                           | |
| 2002 | Markus Källström           | Birgitta Lagerholm (2)        |                                           | |
| 2003 | Markus Källström (2)       | Birgitta Lagerholm (3)        |                                           | |
| 2004 | Jesper Lundmark (4)        | Birgitta Lagerholm (4)        |                                           | |
| 2005 | Markus Källström (3)       | Birgitta Lagerholm (5)        |                                           | |
| 2006 | Jesper Lundmark (5)        | Birgitta Lagerholm (6)        |                                           | |
| 2007 | Anders Swärd (4)           |                               |                                           | |
| 2008 | Karl Arnby                 |                               |                                           | |
| 2009 | Markus Källström (4)       | Birgitta Lagerholm (7)        | Skellefteå                                | https://www.pdga.com/tour/event/9128 |
| 2010 | Markus Källström (5)       | Birgitta Lagerholm (8)        | Valls Herrgård, Gävle                     | https://www.pdga.com/tour/event/11108 |
| 2011 | Markus Källström (6)       | Ragna Bygde Lewis             | Rudan, Haninge                            | https://www.pdga.com/tour/event/11779 |
| 2012 | Jesper Lundmark (6)        | Ragna Bygde Lewis (2)         | Skellefteå                                | https://www.pdga.com/tour/event/13941 |
| 2013 | William Gummesson          | Ragna Bygde Lewis (3)         | Visätra, Stockholm                        | https://www.pdga.com/tour/event/15814 |
| 2014 | Jesper Lundmark (7)        | Camilla Grundén               | Hästhagen & Brickeberg, Örebro            | https://www.pdga.com/tour/event/19196 |
| 2015 | Dick Lampinen              | Sofie Björlycke               | Järva & Lillsjön, Stockholm               | https://www.pdga.com/tour/event/20990 |
| 2016 | Henrik Johansen            | Ann Lundberg                  | Bulltofta & S:t Hans, Malmö/Lund          | https://www.pdga.com/tour/event/26567 |
| 2017 | Anders Swärd (5)           | Sofie Björlycke (2)           | Ymergården & Svenljunga, Borås/Svenljunga | https://www.pdga.com/tour/event/32398 |
| 2018 | Henric Hagman              | Sofie Björlycke (3)           | Hästhagen & Brickeberg, Örebro            | https://www.pdga.com/tour/event/36292 |
| 2019 | Henric Hagman (2)          | Sofie Björlycke (4)           | Jenny & Alviken, Västervik                | https://www.pdga.com/tour/event/41780 |
| 2020 | Linus Carlsson             | Sofie Björlycke (5)           | I20 & Mariehemsängarna, Umeå              | https://www.pdga.com/tour/event/45576 |
| 2021 | Linus Carlsson (2)         | Sofie Björlycke (6)           | Jenny & Alviken, Västervik                | https://www.pdga.com/tour/event/50138 |
| 2022 | Anders Swärd (6)           | Hanna Jansson                 | Discgolfterminalen, Skellefteå            | https://www.pdga.com/tour/event/58121 |
| 2023 | Dennis Augustsson          | Amanda Lennartsson            | Ale Discgolfcenter, Ale                   | https://www.pdga.com/tour/event/70317 |
| 2024 | Dennis Augustsson (2)      | Sofie Björlycke (7)           | Ale Discgolfcenter, Ale                   | https://www.pdga.com/tour/event/79350 |
| 2025 | Gustaf Dahlén              | Julia Fors                    | Västerhaninge Discgolfbana                | https://www.pdga.com/tour/event/90100 |

### Par-SM
| År   | Vinnare MPO                          | Vinnare FPO                               | Bana/Plats                       |
| ---- | ------------------------------------ | ----------------------------------------- | -------------------------------- |
| 2008 | Stefan Bergström & Fredrik Källström | -                                         |                                  |
| 2009 | Emil Dahlgren & Jonas Grundén        | -                                         | Bulltofta, Malmö                 |
| 2010 | Anders Swärd & Jonas Hälleblad       | Maria Töndel & Emma Töndel                | Skuteberget, Karlstad            |
| 2011 | Anders Swärd & Jonas Hälleblad       | -                                         | Discgolfterminalen, Skellefteå   |
| 2012 | Anders Swärd & Jonas Hälleblad       | Ragna Bygde & Niloofar Mosaver Rahm       | Ymergården, Borås                |
| 2013 | Emil Dahlgren & Jonas Grundén        | -                                         | Hässleholm                       |
| 2014 | Tobias Östling & Henrik Johansen     | Jessika Edvardsson & Suzan Edvardsson     | Jennybanan, Västervik            |
| 2015 | Patrik Berglund & Carl Ulvinen       | Malin Sturk & Linnea Bülow                | Vilsta, Eskilstuna               |
| 2016 | Markus Källström & Anders Källström  | Linda Emanuelsson & Niloofar Mosaver Rahm | Folkparken, Norrköping           |
| 2017 | Emil Dahlgren & Henrik Johanssen     | Sofie Sandström & Camilla Grundén         | Kaparebanan, Onsala              |
| 2018 | Anders Swärd & Jonas Hälleblad       | Linda Emanuelsson & Niloofar Mosaver Rahm | Jennybanan, Västervik            |
| 2019 | Henric Hagman & Henrik Johanssen     | Linda Emanuelsson & Camilla Grundén       | Bulltofta, Malmö                 |
| 2020 | Carl Ulvinen & Linus Carlsson        | Matilda Ringbom & Elina Rydberg           | Alviken & Jennybanan, Västervik  |
| 2021 | Oskar Persson & Linus Carlsson       | Matilda Ringbom & Elina Rydberg           | Serpent Hill & Porsöheden, Luleå |
| 2022 | Henric Hagman & Johan Davidsson      | Hanna Jansson & Emelie Eriksson           | Rydskogen, Linköping             |
| 2023 | Carl Falk & Hjalmar Fredriksson      | Hanna Jansson & Camilla Jernberg          | A6 discgolfpark, Jönköping       |
| 2024 | Fritiof Fagergren & Elmer Furustig   | Hanna Jansson & Amanda Lennartsson        | Hässlö Discgolfbana, Västerås    |
| 2025 | Arvid Håkansson & Holger Håkansson   | Elina Rydberg & Jenny Larsson             | Flygstanden DGB, Söderhamn       |

### Lag-SM MPO
| År   | Vinnarlag (vinst i ordningen)                                                                                                   | Bana/Stad                      |
| ---- | --- | ------------------------------ |
| 2000 | Brunna Niklas Fält, Fredrik Källström, Markus Källström, Martin Rosenqvist                                                      | Slottsskogen, Göteborg         |
| 2001 | 360° Kalle Arnby, J-P Gardshol, Christian Kronhoff, Laszlo Persson                                                              | Knektaparken Jönköping         |
| 2002 | Kalmar Tomas Erlandsson, Emil isaksson, Joakim Reinius, Christian Sandström                                                     | Värnamo                        |
| 2003 | WIFT Anders Swärd, Mattias Nilsson, Jesper Benzein, Rikard Spårö                                                                | Västerås                       |
| 2004 | Skellefteå Discgolf Jesper Lundmark, Nils Lindqvist, David Höjetun, Daniel Strandberg                                           | Norrköping                     |
| 2005 | Brunna (2) Jörgen Ahinder, Anders Källström, Markus Källström, Mats Strömgren                                                   | Lillsjön, Stockholm            |
| 2006 | Skellefteå Discgolf (2) Tomas Ekström, Jesper Lundmark, Linus Åström, Jonas Almström                                            | Umeå                           |
| 2007 | WIFT (2) Jonas Hälleblad, Anders Swärd, Mattias Nilsson, Dennis Vuorisalo                                                       | Jennybanan, Västervik          |
| 2008 | 360° (2) Kristian Bengtsson, Emil Dahlgren, Kalle Arnby, Jonas Grundén                                                          | Rudan, Haninge                 |
| 2009 | 360° (3) Kristian Bengtsson, Emil Dahlgren, Mats Gullander, Dan Johansson                                                       | Bulltofta, Malmö               |
| 2010 | WIFT (3) Jonas Hälleblad, Anders Swärd, Mattias Nilsson, Dennis Vuorisalo                                                       | Karlstad                       |
| 2011 | Skellefteå Discgolf (3) Tomas Ekström, Svante Eriksson, Daniel Strandberg, Jesper Lundmark, Johannes Högberg                    | Skellefteå                     |
| 2012 | Härnösand DGC Per Gylle, Kaj Larsson, Anton Lindh, Henrik Söderlind                                                             | Lillsjön, Stockholm            |
| 2013 | Härnösand DGC (2) Per Gylle, Kaj Larsson, Anton Lindh, Henrik Söderlind                                                         | Kaparebanan, Onsala            |
| 2014 | Onsala Discgolf Andreas Dackander, Hanrik Johanssen, Hasse Tegebäck, Tobias Östling                                             | Ymergården, Borås              |
| 2015 | KFUM Örebro Viktor Cvitkovic, Christian Granberg, Henrik Nilsson, Tomas Rosenqvist, Pontus Snäll                                | Hässleholm                     |
| 2016 | Södertörn William Gumesson, Thomas Jonasson, Kurt Karlsson, Mattias Sandkvist                                                   | Åkersberga                     |
| 2017 | WIFT (4) Jonas Hälleblad, Anders Swärd, David Swärd, Pontus Welin                                                               | Edsbyn                         |
| 2018 | WIFT (5) Jonas Hälleblad, Anders Swärd, David Swärd, Pontus Welin, Erik Gustafsson                                              | Flygstaden DGB, Söderhamn      |
| 2019 | Härnösand DGC (3) Per Gylle, Kaj Larsson, Anton Lindh, Henrik Söderlind, Oskar Dahlin, Elliot Jonsson                           | Vilsta, Eskilstuna             |
| 2020 | Skellefteå Discgolf (4) Johannes Högberg, Filip Stenmark, Albin Lindberg, Jimmy Dahl, Ville Parpala                             | Örebro, Hästhagen/Brickeberg   |
| 2021 | Ymer Frisbeeklubb Dennis Augustsson, Josef Berg, Linus Carlsson, Pelle Carlsson, Tobias Söderqvist                              | Västerhaninge                  |
| 2022 | Ymer Frisbeeklubb (2) Dennis Augustsson, Josef Berg, Pelle Carlsson, Olle Fröjdlund, Linus Axelsson, Albin Widman & Josef Boman | Brickeberg, Örebro             |
| 2023 | WIFT (6) Jonas Hälleblad, Anders Swärd, Erik Gustafsson, Maximilian Granqvist, Jonas Engstrand, Gustaf Kullander                | Mariehemsängarna, Umeå         |
| 2024 | KFUM Örebro (2) Elis Söderlund, Simon Sundvall Krüger, Per Sjögren, Hannes Eliasson, Erik Kylborn                               | Discgolfterminalen, Skellefteå |

### Lag-SM FPO
| År   | Vinnarlag (vinst i ordningen)                                                                                           | Bana/Stad                              |
| ---- | --- | -------------------------------------- |
| 2021 | Hofors FK Hanna Jansson, Sandra Sjöstrand, Annelie Lundqvist, Ruth Schlissel, Madeleine Körstig                         | Tallbackens DGB, Brevens Bruk - Kilsmo |
| 2022 | Föreningen Vetlanda Frisbeegolf Jenny Larsson, Jannike Kjellberg, Ida Karlsson, Petronella Dalsten                      | Hästhagen, Örebro                      |
| 2023 | Timrå DGC Caroline Flyborg, Julia Backlund, Nathalie Engman, Linnea Wiking                                              | Mariehemsängarna, Umeå                 |
| 2024 | KFUM Örebro Liza Andersson, Fanny Hådding, Charlotta Gredborn, Charlotta Gredenborn, Marion Mattsson, Charlotte Korslid | Discgolfterminalen, Skellefteå         |